# Parafia Matki Bożej Różańcowej w Okmianach
Parafia Matki Bożej Różańcowej w Okmianach – parafia rzymskokatolicka w dekanacie Chojnów w diecezji legnickiej. Erygowana w 1953.